# The Great K & A Train Robbery
The Great K & A Train Robbery (br.: A grande emboscada / pt.Salteadores de comboios) é um filme mudo do gênero faroeste produzido nos Estados Unidos e lançado em 1926, dirigido por Lewis Seiler e estrelado por Tom Mix. O roteiro é baseado no roubo de trem verdadeiro impedido por Dick Gordon conforme narrado por Paul Leicester Ford no livro The Great K & A Train Robbery, publicado originariamente em capítulos na revista Lippincott's Monthly Magazine em 1896

## Elenco
- Tom Mix...Tom Gordon
- Tony, o cavalo maravilha de Tom Mix
- Dorothy Dwan...Madge Cullen
- Will Walling...Eugene Cullen
- Harry Gripp...DeLuxe Harry
- Carl Miller...Burton Holt
- Edward Peil Sr....Bill Tolfree
- Curtis 'Snowball' McHenry...Snowball, servente no trem
- Sammy Cohen (não creditado)
- John Wayne...figurante.[6][7]

## Sinopse
Após uma série de roubos aos trens da Ferrovia K & A, o agente do Texas Tom Gordon é chamado pelo proprietário Eugene Cullen para investigar as ocorrências. Ele não se apresenta e Cullen acha que Tom ficou com medo dos bandidos. Na verdade, ele descobriu o esconderijo dos fora-da-lei mas preferiu se disfarçar com uma máscara após ouvir que o secretário particular de Cullen, Burton Holt, trabalha para os bandidos. Ele acaba resgatando a filha de Cullen, Madge, perseguida pela quadrilha que tentara sequestrá-la, e depois se alia ao vagabundo da ferrovia DeLuxe Harry, a quem conhecia da guerra. E juntos tentam deter um novo roubo aos trens.

## Locações
A maior parte do filme foi realizada ao redor de Glenwood Springs (Colorado). O filme se notabiliza pelas cenas das grandiosas paisagens inclusive do Rio Colorado. Os residentes acompanharam as três semanas de filmagens para assistir Mix e seu famoso cavalo Tony realizando as próprias cenas de ação. Muitos deles foram usados como figurantes. Mix trouxe 55 membros da equipe e elenco, além de sua família, para o Colorado em dois vagões Pullman além de dois carros especiais para a bagagem. Os locais foram:
- Glenwood Springs, Colorado
- Royal Gorge, Colorado
- Represa Shoshone Dam